# بيل بيكرينغ
بيل بيكرينغ (بالإنجليزية: Bill Pickering)‏ (1 نوفمبر 1901 ببرمنغهام في المملكة المتحدة - 1971 في المملكة المتحدة) هو لاعب كرة قدم بريطاني (وحمل سابقاً جنسية المملكة المتحدة لبريطانيا العظمى وأيرلندا) في مركز الظهير. لعب مع نادي أكرينغتون ستانلي ونادي بريستول روفيرز ونادي ريدنغ ونادي سندرلاند ونادي غيلينغهام وهدرسفيلد تاون ونادي أوزورتي تاون ‏ وColwyn Bay F.C. ‏ وMerthyr Town F.C. ‏ وCradley Heath F.C. ‏.